# 조성환 (대한민국 임시정부)
조성환(曺成煥, 1875년 7월 9일~1948년 10월 7일)은 대한제국 시대의 육군 장교 등을 지낸 군인 출신으로, 일제강점기 시대의 독립운동가 겸 정치인이다. 그는 대한민국 임시정부 시대의 무임소실장 등을 지내기도 했다.
호(號)는 청사(晴蓑). 하여 결국, 그의 가명은, 성과 호를 모두 붙여 사용한 조청사(曺晴蓑)였다.

## 생애

### 생애 초기
조성환은 1875년 한성부(지금의 대한민국 서울특별시)의 낙원동에서 출생했다. 만25세인 1900년에 대한제국 무관학교에 입학하였다. 1901년 졸업 직후의 당시 일본에서 군사 교육을 받은 무관들이 요직을 차지하고 일제와 결탁하여 대한제국 군부를 부패시키는 모습에 격분한 조성환은 그들을 처치하려다가 발각되어 사형 선고를 받았다. 그러나 이후 무기징역형으로 감형, 3년 후(1904년)에 특별사면되어 대한제국 육군 참위로 복귀하였으나 이듬해 1905년 음력 정월 즈음에 곧 군대를 그만두었다.

### 독립운동에 투신
이후 1907년 9월에 양기탁, 전덕기, 이동녕, 김구 등과 함께 신민회 조직에 가담하였다. 신민회에서 이동휘, 이갑, 유동열, 노백린 등과 무장투쟁을 강조한 계열로 활동하였다. 1910년 대종교에 입교하여 민족운동을 전개하였다. 경술국치늑약(한일 합방)이 체결된 이후에는 청나라(중국)로 건너가 독립운동을 계속하였다. 1912년 만주에 온 일본 총리 가쓰라 다로(桂太郞) 암살을 계획하였으나 사전에 발각되어 체포되었다가 1년 후(1913년)에 석방되었다. 

1943년 5월 중경에서 열린 '재중 한인대회'에서. 조성환 (윤기섭과 차리석 사이에 안경쓴 사람)

1916년 9월 경 신규식(申圭植), 민충식(閔忠植), 박은식(朴殷植) 등과 체화동락회(棣華同樂會)를 조직하였다. 청소년 교육을 위한 박달학원(博達學院)을 설립하기도 하였다. 

1918년 길림(吉林)에서 대한독립선언(大韓獨立宣言)을 발표할 때 39명의 대표 중 1인으로 참여하여 서명하였다.

### 임시정부 참여
1919년 상해에서 임시정부가 수립되자 3월 하순 상해로 가서 임시정부에 참여하였다. 4월 임시의정원 의원 및 군무차장이 되었다. 차장제가 위원제로 바뀌면서 군무위원으로 선임되었으며 박은식, 현상건, 신채호 등과 함께 평정관으로도 선출되었다.
1926년 임시정부 국무위원 직으로 취임하였다. 1927년 8월 임시정부의 내각이 개편될 때 다시 국무위원 직으로 추대되었다.

### 광복군 창설

맨 앞줄 좌로부터 (박찬익, 조완구, 김구, 이시영, 차이석
두 번째 줄 맨 왼쪽 성주식, 오른쪽 김붕준
맨 뒷줄 왼쪽부터 조성환, 조소앙, 이청천, 이범석, 박시창

1935년 10월 대한민국 임시정부 군무부장에 선출되었다.
이후 대한민국 임시정부의 국무위원, 군무 총장 등을 지내며 광복군 창설에 힘을 쏟았다. 1940년 9월 임시정부가 충칭으로 이동한 뒤 국무위원 겸 군무부장에 선출되었고, 9월 한국 광복군 창설에 참석하였다.

### 귀국 후

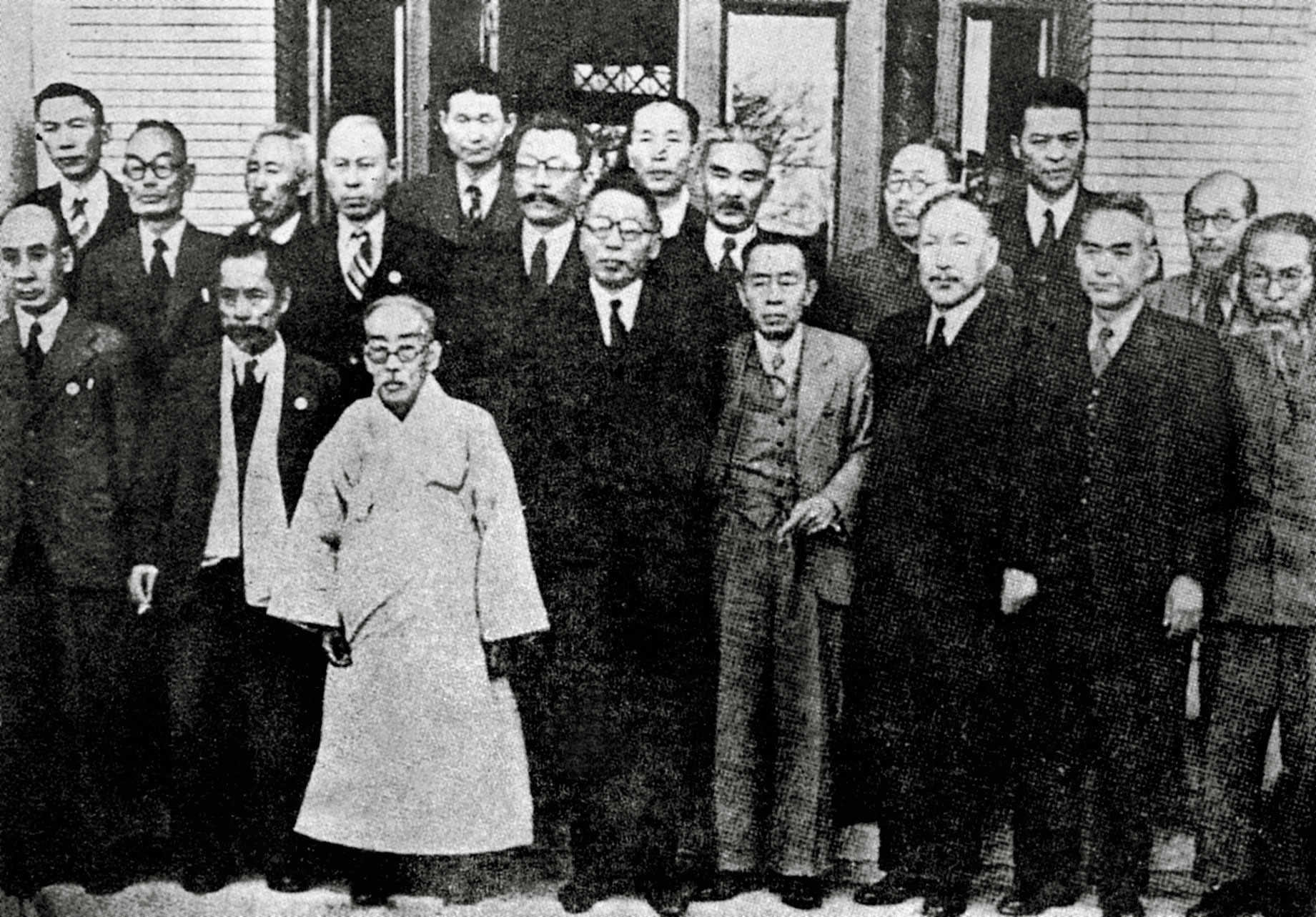
1945년 12월 3일. 임시정부요인 귀국기념 사진.
오른쪽 앞줄 끝이 조성환

해방이 된 이후에는 45년 11월 귀국, 우익 정치인으로 활동하였다. 12월 대한독립촉성국민회 위원장이 되고 신탁통치 반대 운동에 참여하였다. 그 뒤 46년 6월 29일 이승만, 김구 등에 의해 민족통일총본부(民族統一總本部) 10인협의회 위원으로 선출되었고, 이어 민족통일총본부 협의원에 지명되었다.

### 최후
이후 우국노인회 총재 등을 지내며 우익 정치인으로 활동하다가 1948년 병으로 사망하였다.

## 사후
- 사후 서울 효창공원에 안장되었다.
- 대한민국 정부는 그의 공헌을 기리기 위해 1962년 건국공로훈장 대통령장을 추서하였다.

## 기타
그의 자택은 낙산장(駱山莊)이라 불렀다.

## 같이 보기
- 김구
- 대한민국 임시정부
- 류동렬
- 신민회
- 양기탁
- 우국노인회
- 한국 광복군
- 독립유공자로 대통령장을 수여받은 사람

## 참조
- 조성환 : 독립유공자 공훈록 - 국가보훈처
- 대한민국 국가보훈처, 이 달의 독립 운동가 상세자료 - 조성환, 1994년 10월